# K.K. Partizan 1969-1970
Questa pagina raccoglie le informazioni riguardanti il Košarkaški klub Partizan nelle competizioni ufficiali della stagione 1969-1970.

## Roster
| N° | Naz.                  | Ruolo | Sportivo          |  | Alt. |  |
| -- | --------------------- | ----- | ----------------- |  | ---- |  |
| 4  | Jugoslavia (bandiera) |       | Slobodan Jelić    |  |      |  |
| 5  | Jugoslavia (bandiera) |       | Zoran Simić       |  |      |  |
| 6  | Jugoslavia (bandiera) |       | Goran Latifić     |  | 184  |  |
| 7  | Jugoslavia (bandiera) |       | Blagoje Janković  |  |      |  |
| 8  | Jugoslavia (bandiera) |       | Bruno Sočo        |  |      |  |
| 9  | Jugoslavia (bandiera) |       | Mirko Glogovac    |  |      |  |
| 10 | Jugoslavia (bandiera) | C     | Josip Farčić      |  | 200  |  |
| 11 | Jugoslavia (bandiera) | G     | Dragutin Čermak   |  | 190  |  |
| 12 | Jugoslavia (bandiera) |       | Zoran Džakula     |  |      |  |
| 13 | Jugoslavia (bandiera) |       | Jovan Janjić      |  |      |  |
| 14 | Jugoslavia (bandiera) | C     | Žarko Zečević     |  |      |  |
| 15 | Jugoslavia (bandiera) | P     | Svetislav Pešić   |  |      |  |
|    | Jugoslavia (bandiera) |       | Predrag Rainović  |  |      |  |
|    | Jugoslavia (bandiera) |       | Zoran Marković    |  |      |  |
|    | Jugoslavia (bandiera) |       | Aleksandar Rančić |  |      |  |
|    | Jugoslavia (bandiera) |       | Đurović           |  |      |  |
|    | Jugoslavia (bandiera) |       | Dragan Stojanović |  |      |  |
|    | Jugoslavia (bandiera) | All.  | Radovan Radović   |  |      |  |